# Esther Morguez Algranti
Esther Morguez Algranti (Esmirna, 19 de marzo de 1916-Esmirna, 26 de febrero de 1984) fue una poeta y ensayista judía de origen sefardí y nacionalidad turca que escribió en judeoespañol. Fue reconocida por su sabiduría y conocimiento de la tradición judía. Participó activamente en su comunidad en igualdad de condiciones y enfocó su actividad en la educación a través de sermones, comentarios religiosos, artículos y poesías. Su obra refleja su herencia sefardí y religiosa. Aunque tenía una visión conservadora del judaísmo, también fue una mujer reivindicativa.

## Trayectoria
Fue hija de Bejorá Malká Rosanes y Ya`acob Algranate, quienes decidieron que tuviera formación religiosa. En 1940 contrajo matrimonio con León Morguez, hombre de negocios de Esmirna, con el que tuvo una hija discapacitada a la que dedicó el poema A mi hija Regine. Fue experta en estudios bíblicos y talmúdicos. Escribió en periódicos de diferentes países como Image de Egipto, La Vera Luz, Shalom, Atikva o L' Étoile de Turquía y El Tiempo de Israel. Muchos de sus artículos periodísticos recogen el contenido de sus sermones ya que, además de escritora, fue predicadora (darsanit) en la sinagoga portuguesa de Esmirna, hecho poco habitual en una mujer judía ortodoxa de su época.
En cuanto a su producción literaria, publicó poemas en los periódicos en los que trabajaba y un único poemario titulado 9 Eylül,  con la editorial Baski Baykar de Estambul, en 1975. La obra contiene 41 poemas atravesados por una profunda conexión con la identidad judía, la historia y la memoria colectiva. Uno de sus principales ejes temáticos es la reflexión sobre los símbolos y prácticas del judaísmo, donde explora su significado y relevancia dentro de la espiritualidad y la tradición. También dedica una parte importante a narraciones basadas en relatos bíblicos y otras fuentes, donde las heroínas femeninas juegan un papel central, resaltando su contribución a la historia del pueblo judío. Otro aspecto fundamental de la obra es la memoria del Holocausto, a través de elegías que evocan el sufrimiento, la pérdida y la necesidad de recordar. Asimismo, dedica poemas a personalidades y acontecimientos destacados, componiendo odas que rinden homenaje a figuras y sucesos significativos. Finalmente, su poesía también tiene un marcado tono nostálgico y lírico. En conjunto, estos temas reflejan su compromiso con la memoria, la enseñanza y la reivindicación del papel de la mujer en la tradición judía. A su muerte, dejó siete manuscritos inéditos. Mantuvo estrecha amistad con los escritores Judá Haim Perahiá y Shelomó A. Yafe (Sheayá).

## Reconocimientos
Isaac Jack Lévy y Shmuel Refael la incorporaron en sus antologías sobre la poesía sefardí relativa al Holocausto, And the World Stood Silent: Sephardic Poetry of the Holocaust y Un grito en el silencio, la poesía sobre el Holocausto en lengua sefardí. Estudio y antología, respectivamente.
Aspectos de su obra y su figura como escritora han sido objeto de estudio de la investigadora Susy Gruss en los trabajos Ester Morguez Algranti, unA Mujer de tinta y letra, Biva, biva la Reyna Esther Morguez con toda la Djoudería, La poetisa Esther Morguez Algranti de Esmirna y su poemario "9 Elül" o El gueto de Varsovia en la poesía sobre el tema del Holocausto de Ester Morguez Algrante.

## Obra
- 1975 - 9 Eylül. Editorial Baski Baykar